# Karl Herquet
Karl Herquet, auch Carl Herquet,  (* 5. Oktober 1832 in Fulda; † 6. März 1888 in Osnabrück) war ein deutscher Archivar und Historiker. Herquet war preußischer Staatsarchivar in Aurich und Osnabrück. Er schrieb auch unter dem Pseudonym Lothar Schenck.

## Leben
Herquet kam aus einer ursprünglich französischen Familie aus der Picardie, die 1668 in das Fürstbistum Fulda einwanderte. Der Großvater Lothar Herquet wurde Jurist, Regierungsdirektor und Abgeordneter. Sein Vater Franz Herquet wurde ebenfalls Jurist und praktizierte als Rechtsanwalt. Seine Mutter war eine geborene Schenck.
Herquet besuchte von 1843 bis 1852 das Gymnasium in Fulda. Noch 1852 begann er an der Universität Marburg ein Studium der Rechtswissenschaften, wechselte aber schon bald das Studienfach und studierte nun Philologie und Geschichte. In Marburg wurde er Mitglied des Corps Hasso-Nassovia, einer Studentenverbindung, der er sein Leben lang treu blieb. An der Münchener Universität beendet er 1856 seine Studien. Er promovierte 1859 an der philosophischen Fakultät der Marburger Universität mit der Dissertation Über die Idee des Oedipus aus Kolonus zum Dr. phil.
Von März 1861 bis Juni 1865 übernahm Herquet das Sekretariat des Johanniter- und Malteserordens, ein Amt, das ihm vom Vorstand des Ordenspatronats, dem Rechtsritter August Franz von Haxthausen übertragen wurde. Seit dieser Zeit beschäftigte er sich intensiv mit der Geschichte der beiden Ritterorden und veröffentlichte einige Schriften zu dem Thema. Im September 1865 erhielt Herquet von der kurhessischen Regierung den Auftrag, das Fuldaer Landesarchiv mit seinem großen Bestand an Karolinger Urkunden neu zu ordnen, von denen er fotografische Reproduktionen herausgab. Bis April 1867 war er in Fulda tätig. Auch während dieser Arbeit konnte er Beiträge zur Geschichte des Hochstifts Fulda publizieren.
Von 1869 bis 1873 war er mit der Ordnung des städtischen Archivs in Mühlhausen/Thüringen beschäftigt. Dort bereitete er das mit dem Mühlhausener Bürgermeister Bernhard Schweineberg später herausgegebene Urkundenbuch der ehemaligen freien Reichsstadt Mühlhausen vor. Am Deutsch-Französischen Krieg 1870 bis 1871 nahm Herquet als Nichtkombattant teil und erhielt für seine Verdienste den preußischen Kronenorden 4. Klasse und die Kriegsgedenkmünze. Während des Krieges begleitete er den Hauptdelegierten des Johanniterordens Otto zu Solms-Rödelheim und unternahm in dessen Auftrag im September 1870 eine Dienstreise zu dem Lazarett in Straßburg.
Im Oktober 1874 trat er als Archivsekretär am nassauischen Staatsarchiv in Idstein in den preußischen Archivdienst ein. Er veröffentlichte ein ausführliches Promemoria über die Herausgabe eines Codex diplomaticus Nassoicus und bearbeitete Regesten des gräflich Solms-Rödelheimer Archivs zu Assenheim. Dort schrieb er auch die Monographie Kristan von Mühlhausen, Bischof von Samland 1276–1295. Er wurde später nach Königsberg, im Februar 1876 nach Breslau und im April 1878 nach Aurich versetzt, wo er im Juli seine Ernennung zum Staatsarchivar erhielt. Im Juli 1886 erfolgte seine letzte Versetzung nach Osnabrück, wo er die Leitung des dortigen Staatsarchives übernahm. 1887 wurde ihm der Charakter eines Archivrates verliehen.
Karl Herquet starb am 6. März 1888, im Alter von 55 Jahren, unverheiratet nach einem langen Lungenleiden in Osnabrück. Herquet war Altkatholik. Seine größeren Sammlungen über den Johanniter- und Malteserorden wurden von Joseph Delaville Le Roulx aus dem Nachlass erworben.

## Veröffentlichungen (Auswahl)
- Über die Idee des Oedipus auf Colonos. Eine philosophisch-ästhetische Abhandlung. (Dissertationsschrift), Marburg 1859.
- Der St.-Johanniterorden nach seiner inneren Verfassung und seinen jetzigen Verhältnissen. Nebst einer Darlegung des Verhältnisses der beiden ersten deutschen Dignitäten zu einander. Würzburg 1865. (Digitalisat)
- Specimina diplomatum monasterio Fuldensi a Karolis exhibitorum. Photographische Nachbildungen der dem Kloster Fulda ertheilten Karolinger-Urkunden. (als Herausgeber), Kassel 1867.
- Charlotta von Lusignan und Caterina Cornaro, Königinnen von Cypern. Regensburg 1870.
- Kristan von Mühlhausen, Bischof von Samland 1276–1295. Halle 1874.
- Urkundenbuch der ehemals freien Reichsstadt Mühlhausen in Thüringen. (als Herausgeber), Halle 1874.
- Zur Preussischen Bisthumsgeschichte des 13. Jahrhunderts.  In: Altpreußische Monatsschrift, Band 15, Königsberg in Pr. 1878,  S. 312–314  (Digitalisat).
- Zur Geschichte der Brandenburgischen Kriegsmarine.  In: Altpreußische Monatsschrift, Band 15, Königsberg in Pr. 1878,  S. 622–624  (Digitalisat).
- Juan Ferrandez de Heredia. Großmeister des Johanniterordens (1377–1396). Mühlhausen 1878.
- Chronologie der Grossmeister des Hospitalordens während der Kreuzzüge. Berlin 1880.
- Cyprische Königsgestalten des Hauses Lusignan. Halle 1881.
- Urkundenbuch des Prämonstratenser-Klosters Arnstein an der Lahn. Wiesbaden 1883.
- Miscellen zur Geschichte Ostfrieslands. Norden 1883.
- Die Insel Borkum in kulturgeschichtlicher Hinsicht. Emden 1886.